# جون هالبن
جون هالبن (بالإنجليزية: John Halpin)‏ هو لاعب كرة قدم بريطاني في مركز نصف الجناح، ولد في 15 نوفمبر 1961 في Bangour Village Hospital ‏ في المملكة المتحدة. لعب مع نادي روتشديل ونادي سلتيك ونادي كارلايل يونايتد.